# Gmina Feričanci
Gmina Feričanci (chorw. Općina Feričanci) – gmina w Chorwacji, w żupanii osijecko-barańskiej.

## Miejscowości i liczba mieszkańców (2011)
- Feričanci - 1626
- Gazije - 53
- Valenovac - 185
- Vučjak Feričanački - 270